# Sydsvenska Karting Champion Cup
Sydsvenska Karting Champion Cup (SKCC), tidigare Sydsvenska Karting Serien, är en tävlingsserie i gokart eller karting inom södra Sverige.

## Tävlingarna
2016 körs SKCC-serien på åtta olika banor i Jönköping, Kristianstad, Uddevalla, Helsingborg, Klippan, Växjö, Kalmar och Malmö. Tidigare har det även körts en tävling i Lidköping. 
En tävlingshelg pågår under både lördag och söndag. På lördagen tävlar de yngre förarna, medan de äldsta kör på söndagen. En tävlingsdag inleds med två korta träningspass, där förarna får chans att känna på banan och hitta rätt inställningar. Här kvittar det vilken placering man får, men det ges ofta en indikation på potentiella race-vinnare. Nästa pass är tidskvalet, där förarna försöker sätta en så bra varvtid som möjligt. Hur bra varvtid man får avgör vilken placering man får starta i de två korta kvalificeringsrace som kallas "heat". I heaten är det först till målflagg som gäller, och när heaten är körda avgör förarnas resultat i sin tur vilken plats man får starta på i för-finalen. Eventuellt, om det är 30-35 förare (beroende på vad banan är godkänd för), körs en B-Final där de långsammaste förarna slås ut. Sedan 2014 får förarna mästerskaps-poäng i förfinalen. Förfinalen är mycket viktig, eftersom man får starta finalen på den plats man slutat på. Finalen är helgens längsta race och det är här man får flest mästerskapspoäng från. Ju bättre placering, desto fler poäng. Den förare som under året samlat ihop flest mästerskapspoäng under de åtta tävlingshelgerna blir slutsegrare. 
Efter att finalen är slut besiktigas kartarna och tekniska kontrollanter, varav en prisceremoni hålls. Bryter någon av kartarna mot tekniska reglementet diskvalificeras föraren.

## Klasserna
2016 körs följande klasser i SKCC-serien. Det finns fler klasser som det dock sällan körs race i då för få förare kommer till start.
Cadetti: Cadetti är till för de allra minsta förarna, i 7-9 års ålder. Kartarna drivs av en 60cc motor som når en topphastighet på cirka 60 km/h. Cadetti är en utbildningsklass där de unga förarna inte tävlar, utan lär sig grunderna för hur man kontrollerar en kart.
Micro: Efter Cadetti är Micro ett naturligt steg. Nu har kartarna en 95cc strypt motor som har en topphastighet på runt 80 km/h, och till skillnad från Cadetti är Micro en tävlingsklass.
Mini: Efter Micro är Mini ett naturligt steg. Samma 95cc-motor är aktuell, men strypningen är borttagen och topphastigheten har ökat något. Det är här som de första riktigt allvarliga satsningarna börjar ta form, och nu börjar man kunna spå i vem som är framtidens stora förare.
Junior 60: Junior 60 tillåter förarna att vara yngre än Mini-förarna trots något högre hastigheter på upp emot 95 km/h, och de tävlande får fritt välja vilken slags motor de ska köra med. Gemensamt är dock att alla motorer är 60cc stora. Klassen har kritiserats av många som menar att hastigheterna är för höga för så pass små barn, men trots det är klassen en av de mest populära.
Junior 125: I Junior 125 måste förarna byta chassi till ett större sådant, samtidigt som motorvolymen förändras till 125cc och hastigheterna ökar ganska markant till drygt 110 km/h. Junior 125 anpassar sig främst för lätta förare då viktgränsen är låg. Junior 125 får man köra tills det år man fyller 15.
Senior 125: Ersätter Rotax Max-klassen men är i princip oförändrad. Nytt är att man nu får välja mellan olika motorer. Precis som i J125 körs det med 125cc stora motorer som ger upp mot 35 hästkrafter och toppfarter på över 120 km/h. Man får börja köra i klassen det år man fyller 15, men det finns ingen gräns uppåt. Det gör att unga förare blandas med äldre, betydligt mer erfarna, och därför räknas klassen som en av de tuffaste. Klassen bjuder ofta på sevärd underhållning.
KF Junior: KF Junior får man köra tills det att man fyller 15 år och är en internationell klass, vilket betyder att klassen även körs i VM-serien. KF Junior-kartarna tar också 125cc-motorer och topphastigheter på upp mot 125 km/h.
KZ 2: KZ 2 är den snabbaste klassen av alla, och är precis som KF Junior en internationell klass. I KZ2 har bilarna topphastigheter på upp mot 160 km/h och till skillnad från de andra klasserna har de en växellåda och fyrhjuls-broms. KZ2 kör också stillastående start istället för rullande, som de andra klasserna gör. Man får börja tävla i KZ2 från och med 15 års ålder, men vid den åldern är de flesta förarna inte mogna nog och det tar lång tid innan resultaten börjar komma.

## Resultat
2016
Micro
1. Philip Victorsson, 371 poäng
2. Fabian Almqvist, 358 poäng
3. William Siverholm, 316 poäng

Mini
1. Daniel Andersson, 380 poäng
2. August Berndtsson, 303 poäng
3. Clara Emanuelsson, 285 poäng

Junior 60
1. Viktor Andersson, 332 poäng
2. Alex Bergqvist, 325 poäng
3. Caesar Kristiansson, 300 poäng

Junior 125
1. Charlie Andersen, 359 poäng
2. Elvin Berndtsson, 318 poäng
3. Michael Sundin, 277 poäng

S
Rotax Max
1. Kalle Åstrand, 356 poäng
2. Douglas Dahlström, 287 poäng
3. Pierre Karlsson, 280 poäng

KF Junior
1. Oscar Menander, 296 poäng
2. David Bergqvist, 248 poäng
3. Axel Bengtsson, 225 poäng

KZ 2
1. Alexander Larsén, 210 poäng
2. Philip Hall, 203 poäng
3. Andreas Johansson, 193 poäng